# Bérenger Saunière

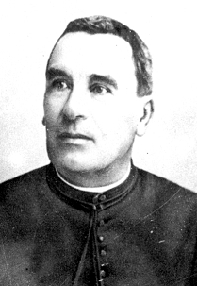
Bérenger Saunière.

Francois-Bérenger Saunière (Montazels, 11 de abril de 1852 - Rennes-le-Château, 22 de enero de 1917) fue el párroco de la localidad francesa de Rennes-le-Château, en el departamento de Aude, entre 1885 y 1909. Fue el protagonista de una serie de leyendas surgidas en la segunda mitad del siglo XX que lo relacionan con sociedades secretas y teorías conspirativas.
Estas especulaciones fueron documentadas en el libro de 1982 El enigma sagrado. Algunos elementos de estas teorías han sido utilizadas por Dan Brown en su best-seller El código Da Vinci. También aparece en la novela de Steve Berry Los Caballeros de Salomón, una controvertida novela sobre la Orden del Temple.

## La controversia alrededor de Saunière
La controversia alrededor de Bérenger Saunière se centra en dos puntos: los documentos que supuestamente encontró en su iglesia y su riqueza. Los que afirman que esta teoría es cierta dicen que Saunière encontró algunos documentos antiguos mientras se estaba reformando su iglesia, cuyo contenido consistía en un gran secreto histórico. Saunière, gracias a esos documentos, habría conseguido una gran fortuna, mucho más de lo que podría ganar cualquier otro párroco con sus actividades normales.

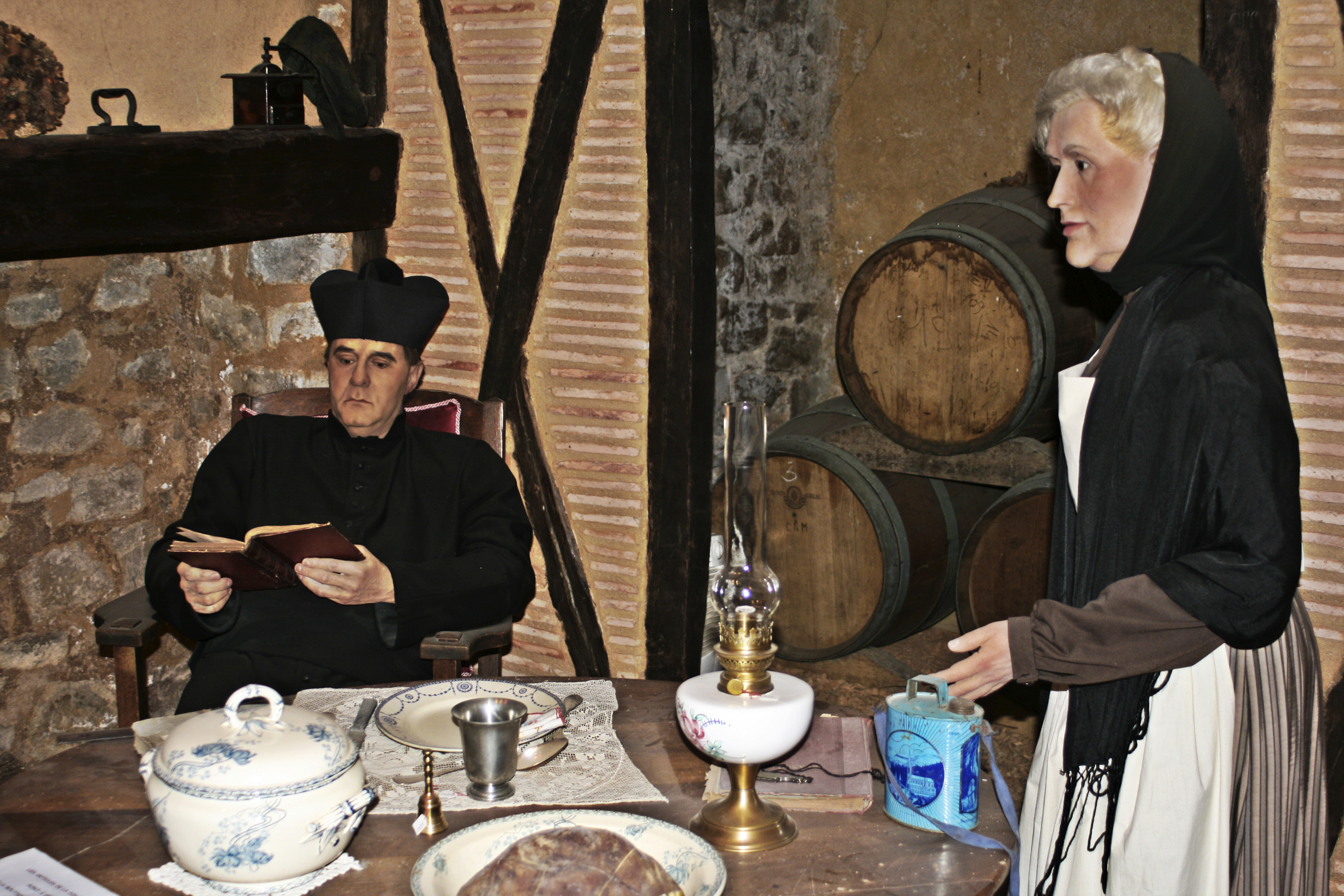
Figuración del Abad Saunier y su doncella en Rennes-le-Château (Francia)

Lo cierto es que no hay documentación que pruebe la verdadera existencia de los documentos ni el origen de su supuesta fortuna. Ejemplo de ello es que la contabilidad registraba unos gastos que no llegaban a los ciento cincuenta mil francos entre 1897 y 1910, muy lejos de la fantasiosa afirmación de monsieur Thibaux, autor de la novela Le secret de l´abbé Saunière. Igualmente se sabe que Saunière fue acusado de corrupción como consecuencia de vender misas, solicitar donativos, y desviar fondos para su propio uso; hay documentos que prueban todos estos extremos. Por dichos motivos, fue juzgado y condenado por el tribunal eclesiástico de Carcasona, y relevado de su cargo. Actuando ante ello con total indiferencia, trasladó el culto a su capilla privada, los aldeanos asistían a sus misas, dejando desierta la iglesia y a su sustituto con muy poco trabajo.
Además de ordenar la remodelación completa de la iglesia del pueblo, dedicada a María Magdalena, mandó edificar una villa (Villa Betania) y una extraña edificación llamada Torre Magdala, que se ha convertido en icono de la pequeña localidad.